# Historia de Elche

Escudo de Elche.

La historia de Elche (España) viene marcada en sus inicios por los diferentes pueblos del Mediterráneo que fueron poblando el Sudeste de la península ibérica, llegando a obtener una especial importancia en la época de dominación romana, en donde fue Colonia Iulia Augusta.

## Prehistoria

### Neolítico
Los orígenes de Elche se remontan hacia el año 5000 a. C., en la era del Neolítico (Edad Moderna de la piedra), cuando los primeros hombres poblaron la ladera noreste de lo que hoy se conoce como La Alcudia, al sur del actual emplazamiento de la ciudad, en donde se han hallado cerámicas impresas, tanto cardiales como incisas.
Sobre el año 3000 a. C. surgieron dos asentamientos más, el de la Figuera Reona, segunda comunidad de Elche, situado junto al actual Puente del Ferrocarril, y el Promontori, situado a un kilómetro del mismo Puente.
Allí existía un poblado en el cual se producía la denominada cerámica campaniforme. Las piezas adquirían forma de vasijas, cuencos y otros utensilios de la vida en comunidad.

### Edad del Cobre
Durante esta etapa la población estuvo diseminada en grupos o clanes asentados en aldeas cerca del río Vinalopó, como por ejemplo el Promontori de l´Aigua Dolça i Salà. Se han encontrado en los alrededores del yacimiento de la Alcudia restos de alguna agrupación de cabañas alineadas formando unas rudimentarias calles.

### Edad del Bronce
Al comienzo de esta edad las comunidades buscaban vivir en parajes que ofrecieran protección, por lo que en la Alcudia se levantaron fuertes muros de piedra. Otros habitantes de la zona también se refugiaron en lugares con buena visibilidad del entorno, como los denominados el Castellar, la Moleta, Caramoro y Serra del Búho.
También se crearon diversos puestos vigías en las inmediaciones para controlar los movimientos de los posibles enemigos.

## Protohistoria
En el siglo V a. C. se fundó la ciudad íbera de Ilici, momento en el que se esculpió el busto conocido como la Dama de Elche, escultura de una sacerdotisa vestida con traje ceremonial que representa el máximo exponente del arte íbero.

## Edad Antigua

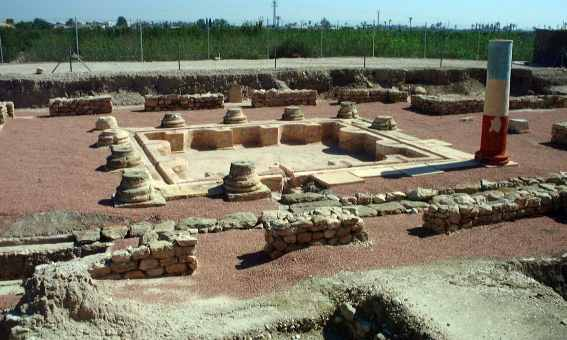
Restos de una domus romana en el La Alcudia.

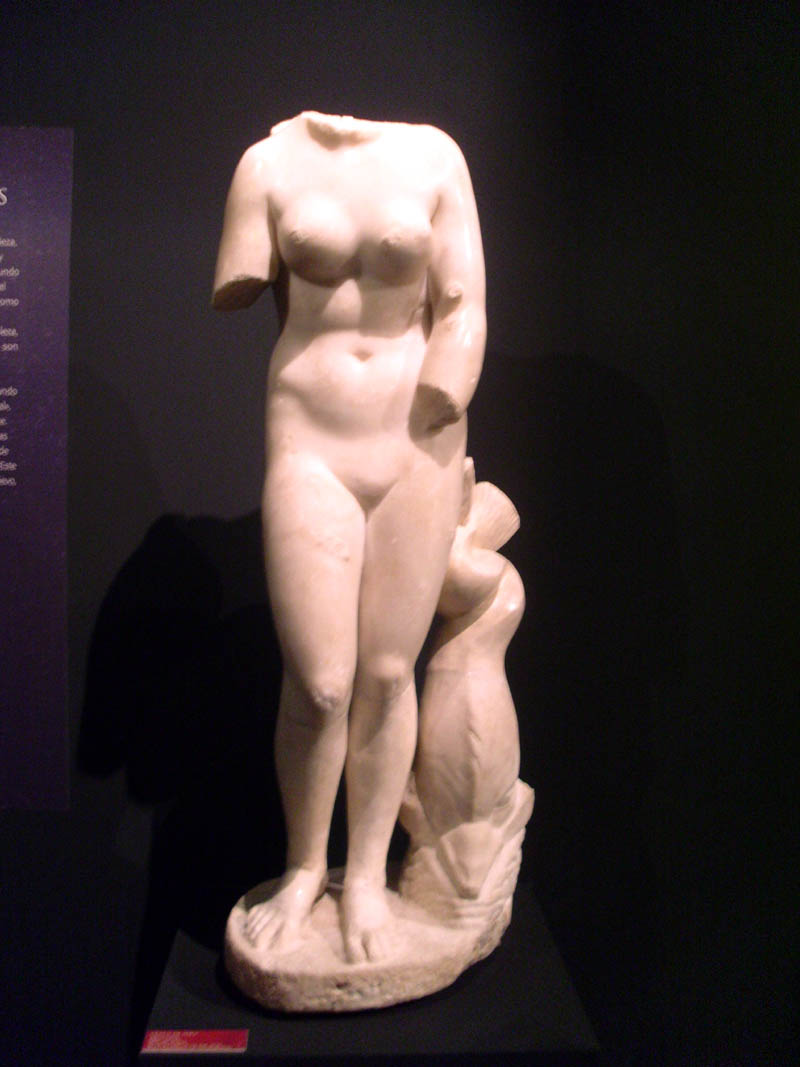
La Venus de Ilici, de la época romana.

### Época Romana

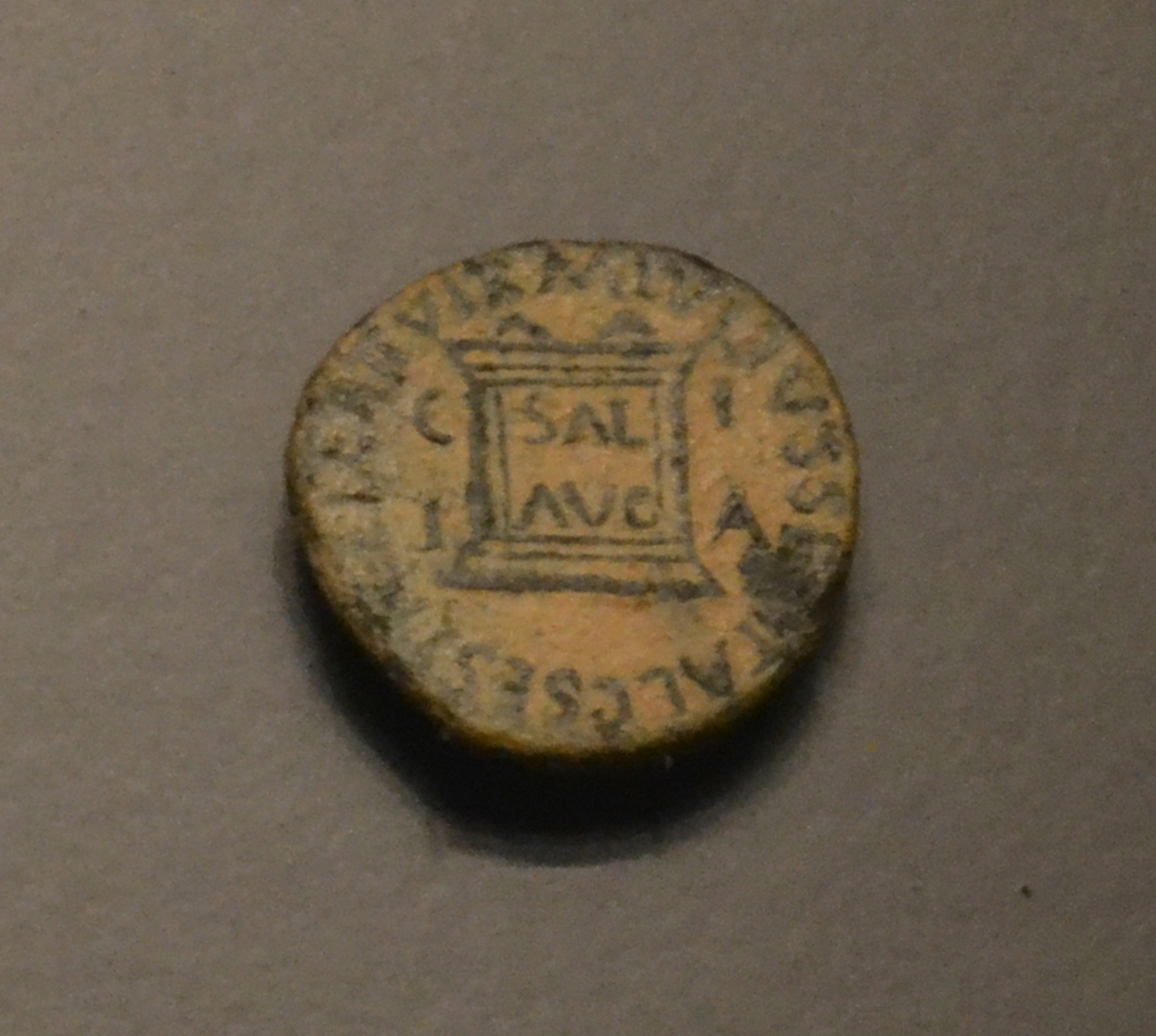
As de Tiberio de Ilici. Museo de Prehistoria de Valencia.

Destruida la ciudad por las tropas cartaginesas, con la llegada de los romanos se desarrolló un proceso de formación de una colonia poblada con veteranos de las guerras cántabras, que pasaría a llamarse Colonia Iulia Ilici Augusta, probablemente en torno al año 26 a. C. En esta etapa gozó de gran prosperidad y crecimiento urbanístico, teniendo una activa participación en las redes comerciales regionales y mediterráneas para las cuales se dispuso de un puerto, el Portus Ilicitanus (la actual Santa Pola), que sirvió de punto de entrada a los productos que llegaban a la ciudad.
De las épocas paleocristiana y visigoda es la Basílica de Ilici, muestra de la importancia de la ciudad como sede episcopal.

## Edad Media

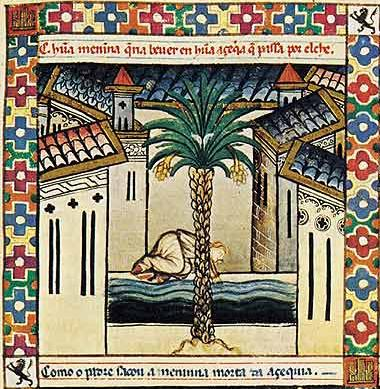
Representación de Elche en las Cantigas de Santa María,.

### Época islámica
Bajo el dominio musulmán en la Edad Media, la ciudad se establece en su emplazamiento actual, en la zona denominada la Vila Murada. Es en esta época de desarrollo agrícola cuando se introduce un complejo sistema de regadío, en donde las palmeras delimitaban las parcelas de cada uno de los cultivos. A mediados del siglo XIII, Elche formaba parte de la taifa de Murcia.

### Reconquista cristiana
En virtud del tratado de Almizra (1244) por el cual las coronas de Castilla y Aragón se repartieron el reino de Murcia, Elche entró dentro la zona de conquista castellana. La conquista cristiana se efectuó por el infante Alfonso (futuro Alfonso X el Sabio) alrededor del año 1250, pasando así Elche a la corona de Castilla. A raíz de la conquista, fue constituido el señorío de Elche, encomendado al Señor de Villena, infante Don Manuel, hermano de Alfonso X, como parte del apanage de Villena. Al infante le sucedería su hijo, Don Juan Manuel, Príncipe de Villena y uno de los grandes escritores castellanos de la Edad Media.
Tras una sublevación musulmana en el año 1265, Alfonso X de Castilla debió de pedir ayuda al monarca aragonés Jaime I; éste ayudó al señor de Villena, Manuel de Castilla, a recuperar la villa, junto con los territorios cercanos. Como represalia, los musulmanes fueron expulsados de la ciudad y se vieron obligados a edificar una nueva población en las cercanías de la Vila Murada, conocida actualmente como el Raval de San Juan. En 1296 Jaime II de Aragón atacó los territorios castellanos situados en la mitad sur de la provincia de Alicante, violando el Tratado de Almizra y conquistó, entre otros lugares, la ciudad de Elche. En 1305 se firmó en la villa el Tratado de Elche, un acuerdo realizado entre los reinos de Castilla y de Aragón en donde se fijaron nuevos límites fronterizos de estos reinos, pasando Elche, junto con otros lugares como Alicante u Orihuela, al Reino de Valencia. Sin embargo, el señorío siguió en manos del castellano don Juan Manuel.
En el siglo XIV, concretamente el día 4 de mayo de 1334, en la Catedral de Barcelona, el rey de Aragón Don Jaime II hizo donación con cláusula de reversión a la Corona a su quinto hijo, el Infante Ramón Berenguer (1308-1364) Conde de Prades, de la Villa de Elche, con su puerto del Cap de l’Aljub (también llamado Aljuge, Algibe o Aljibes), que tomó más tarde el nombre de Pueblo Nuevo y, por último, Santa Pola. El 18 de febrero de 1337, el Infante de Aragón concede al Concejo de Elche permiso para edificar “una torre” en la Isla de Santa Pola (o Isla Plana), que pertenecía a su término, para guardia de su puerto y de los navegantes. Posteriormente, Elche y Crevillente fueron a manos de Juan (hijo de Alfonso  IV, el Benigno y Leonor de Castilla) y desde el 8 de agosto de 1358 por el infante Martín, segundo hijo de Pedro IV de Aragón.

## Edad Moderna
Los siglos XVI y XVII son conflictivos socialmente. Por un lado, en las Germanías, la villa aprovechó la ocasión que le brindaba la revuelta agermanada para impedir la toma de posesión en Didac de Cárdenas y proclamar su vinculación a la Corona. El fracaso de dicha revuelta, militarmente estallada por tropas de la aristocracia al frente de las cuales iba el propio señor de Elche y el marqués de Vélez, supuso, una vez más, el estallido del ideal de municipio real bajo-medieval. Por otra, la expulsión morisca que no sólo significó la pérdida de un tercio de la población, puesto que investigaciones recientes muestran que la población musulmana del arrabal no era una simple comunidad campesina unívocamente sometida al poder de los Càrdenas, sino una colectividad que practica una agricultura comercializada sobre el área del antiguo Magram. La repoblación llevada a término por Jordi de Cárdenas entre 1609-1611, intentaba no sólo rehacer una grave situación económica que, quizás viniera de antes, pero se aceleró rápidamente con la expulsión, sino recomponer una situación de debilidad política, que fue en aquel momento parcialmente compensada al entrar las oligarquías propietarias urbanas entre los beneficiarios de la repoblación, junto con otras muchos vecinos de extracción social artesana y campesina. Por otra el nacimiento de una complicada organización social que empezaba a producir una poderosa oligarquía propietaria compuesta por caballeros, ciudadanos, rectores de los municipio, abogados, médicos notarios y una burguesía de comerciantes, buena parte de la cual era de origen extranjero. Un artesanado muy heterogéneo organizado en gremios y una serie de capas de trabajadores, labradores y campesinos que establecía ya las bases de intercambio y explotación. Al fin y al cabo con la bajada de rendimientos productivos del campo propiciado por la expulsión morisca, la delincuencia, el bandolerismo y la resistencia señorial, en 1644, con la toma de posesión de Jaime de Cárdenas, hermano y heredero del recientemente fallecido Jordi, son el detonante de una serie de conflictos que se traducen en un tira y afloja entre la villa y la institución señorial que acabaron con la consecución favorable de ésta, de la sentencia del pleito de reversión a la Corona en 1697.

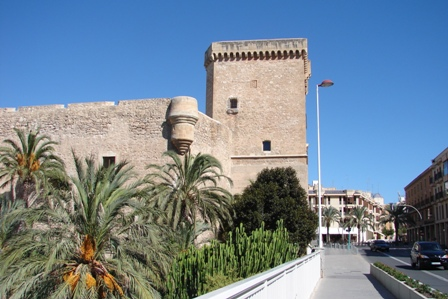
Palacio de Altamira,.

Otro aspecto llamativo del siglo es el incremento en las actividades urbanas relacionadas con el aceite y el jabón por parte de la oligarquía propietaria local, especialmente los nobles, en plena crisis del siglo. El XVIII empieza marcado por la abolición de los Fueros en 1707, lo cual da la oportunidad de aplicar sin estorbos la jurisdicción señorial, que crea la figura del Alcalde Mayor, nombrado personalmente por el señor, por encima de los alcaldes ordinarios y ajena páramos comunales y propios y vuelve a chocar con la oposición de la villa una vez que ésta recupera su dinamismo social a partir de los años treinta. A partir de esta década hay un crecimiento económico basado en la agricultura orientada hacia la producción de aceite, barrilla y grano que, comercializada a través del puerto de Alicante, posibilita la aparición de nuevas fortunas y recorta las posibilidades de los estratos más bajos. Esta situación, más la estructura administrativa y fiscal de naturaleza feudal actuando en coyunturas de baja producción y retraimiento comercial, provocó crisis como la de los años 60, con el punto álgido del año 1766, en el que la revuelta antiseñorial a favor del libre comercio y de los antiguos usos comunales, al mismo tiempo que denunciaba una situación estructural, marcaba un cambio de ritmo en el crecimiento capitalista estructuralmente unido a la actividad agraria tal y como ésta quedó configurada por los procesos revolucionarios burgueses.
La agricultura, sin embargo, no tardaría en entrar en crisis, circunstancia que dio paso al surgimiento de la moderna industria de la alpargata. El cáñamo fue sustituido parcialmente por el yute; según Pedro Ibarra, la primera fábrica fue creada por Josep Maria Buch, quien aglutinó una serie de telares dispersos que simplemente trabajaban a cambio de materias primas.

## Edad Contemporánea

### SigloXIX

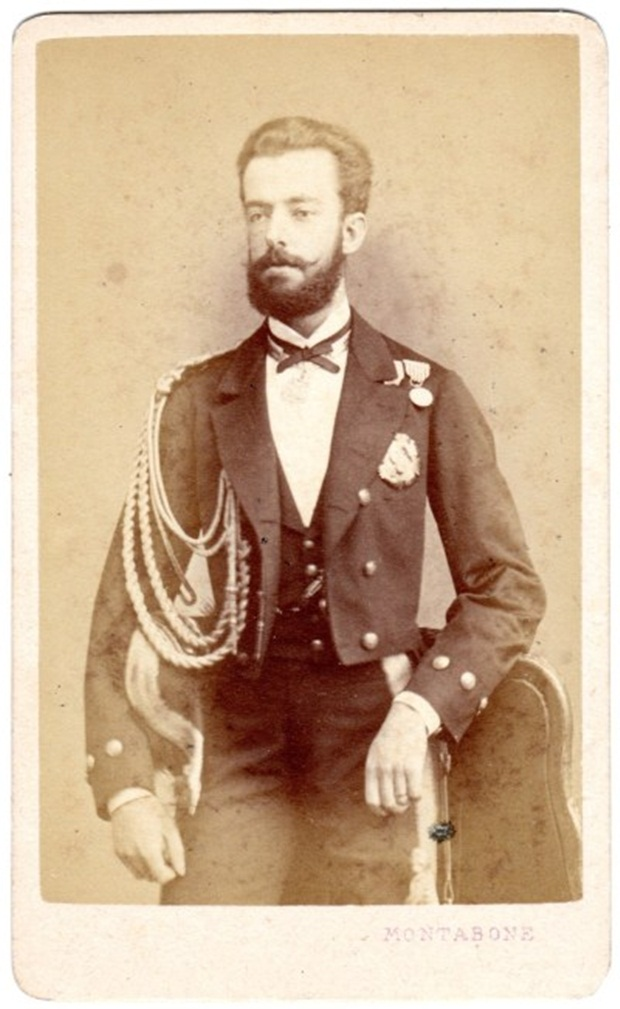
Retrato de Amadeo I que otorgó el título de ciudad en 1871.

El breve reinado de Amadeo I supuso, en una corta visita a la entonces villa, en 1871, el otorgamiento del título de ciudad. En 1875 se instala la primera máquina de coser y se empieza a importar lona de Mataró (Cataluña) progresivamente sustituida por la propia producción local, a través del uso del telar mecánico para lonas y la máquina de trenzar. Esta primitiva industrialización provocó una nueva ocupación que básicamente descansaba en el trabajo a domicilio, tanto en la ciudad como en el campo. La llegada del ferrocarril a Elche, en mayo de 1884, supuso el florecimiento de la industria alpargatera porque facilitaba la comunicación y el transporte de mercancías al resto de la península. En poco tiempo las industrias ilicitanas (básicamente, alpargatas y tejídos) ascendieron a un centenar, absorbiendo cerca del 80% de la población obrera. El proceso industrializador dejó paso a la aparición de una nueva oligarquía compuesta por fabricantes de alpargatas (entre los que destaca Manuel Gómez Valdivia), o de tejidos (lonas, entre las que destaca la familia Ferrández). La fabricación de zapatos no haría su aparición en Elche hasta entrado el siglo XX, siendo, quizá, la primera industria "la fábrica del Cabolo", fundada hacia 1910, situada en la calle Cristóbal Sanz, justo donde ahora se halla Mercadona. Esta oligarquía también tuvo intereses en la agricultura y se empezaron a crear entidades financieras, tales como cajas de ahorros, o gremiales, como la Patronal Alpargatera. Hacia finales del siglo XIX comienzan a organizarse en el Elche las primeras Sociedades de Socorros Mutuos Obreros, y se crea la Agrupación locales del PSOE y del sindicato UGT.

### SigloXX

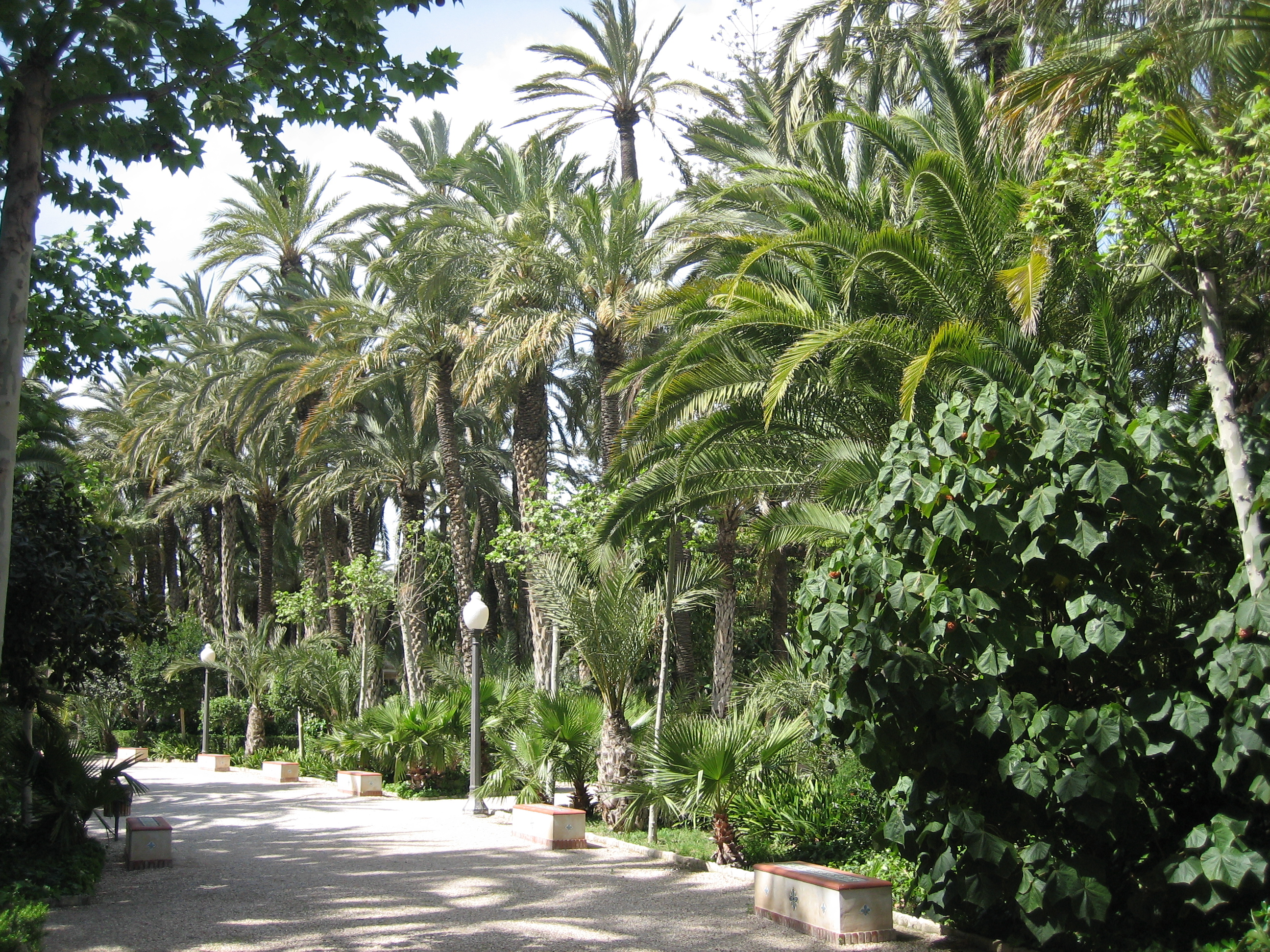
Parque municipal de Elche.

En 1903 se produce la primera huelga en Elche, que tuvo su origen en la intransigencia de la patronal alpargatera al negarse a la reivindicación obrera para que fueran revisados al alza los jornales de los obreros, manifiestamente insuficientes para atender las necesidades básicas de sus hogares. 
La dictadura de Primo de Rivera fue aplaudida, con muchas excepciones, por la clase burguesa y terrateniente locales, manteniéndose muy críticos con ella las profesiones liberales (médicos, abogados, etc.) y los pequeños agricultores. Los dos últimos sectores citados fueron especialmente perseguidos y reprimidos por la Dictadura, siendo encarcelados varios prominentes personajes como el célebre médico Don Julio (masón y republicano) y Manolo Rodríguez, del PSOE, muy popular y querido por la clase obrera; Alcalde de Elche durante la República. Entre la clase burguesa que apoyó a la Dictadura y su estado de excepción, encontramos a Diego Ferrández Ripoll (industrial, fabricante de lonas, que detentó tres veces la alcaldía de Elche durante los siete años de Dictadura; siempre designado a dedo por Primo de Rivera), y Ramón Peral Torres (fundador de la ilicitana Banca Peral). En general, la Dictadura Primorriverista en Elche no sería distinta del resto de España, siendo suspendidas todas las actividades políticas y sindicales y sólo autorizadas las de Unión Patriótica (UP), partido único creado por el Dictador. No obstante la ilegalización de partidos y sindicatos y el procesamiento y encarcelamiento de sus líderes locales, las algaradas, plantes, desplantes y desencuentros entre obreros y patronos, fueron frecuentes. Por lo demás, con alguna salvedad, esta Dictadura sólo sería destacable por su oficializada corrupción. Su único proyecto escolar, las Graduadas, no sería realidad hasta la llegada de la República. Al advenimiento de la Segunda República, Elche votó la candidatura republicano-socialista -de sentir mayoritario entre la ciudadanía-, para gobernar su Ayuntamiento hasta 1933 (bienio progresista). Su funcionamiento fue de total normalidad democrática, ejecutándose necesarias obras de mejora en la ciudad, nunca antes proyectadas. La situación en Elche, hasta julio del 36, tampoco difiere del resto de España, incluido el sensible incremento de la tensión sociopolítica, consecuencia del acceso de la CEDA al poder en 1933 (bienio negro), y el subsiguiente retroceso y frustración experimentados por las clases populares en este período. Tras el triunfo del Frente Popular, en febrero del 36, cuando tenía lugar el traspaso de poderes en el salón de actos del Ayuntamiento, un significado pistolero de la Derecha disparó contra una jubilosa manifestación que desde la Glorieta se dirigía al Ayuntamiento, resultando dos personas muertas y varias heridas, alguna de gravedad. Esa misma tarde, una multitud irritada por este criminal atentado, se dirigió hacia la iglesia de Santa María, identificada por el pueblo como un centro de conspiración, con la intención de incendiarla. En un primer momento se logró calmar los ánimos, al interponerse, entre la muchedumbre y la puerta de la Basílica, el alcalde (PSOE) y el concejal de policía municipal (PCE). Pero, más tarde, ya oscurecido, volvió un numeroso grupo de gente con este mismo propósito y, esta vez sí, lo consiguieron. Al producirse el golpe de Estado de 1936 contra el Gobierno legítimo de la República, Elche se mantuvo fiel a las Instituciones democráticas, formándose varios Batallones de voluntarios que marcharon al frente en defensa de la legalidad constitucional. De estos Batallones, dos serían los más importantes por la cantidad de voluntarios que se alistaron en ellos: El "Batallón Elche" (PSOE) y la "Columna Alicante" (JSU y PCE), que se integraría en el 5.º Regimiento de Milicias Populares, al mando del Comisario Político Antonio Carrasco Escolar, conocido como "Comandante Carrasco", por haber alcanzado este grado militar cuando el 5.º Regimiento (comunista) fue integrado en el nuevo "Ejercito Popular de la República". En 1937, para paliar la grave situación de crisis que se vivía, los sindicatos UGT y CNT expropiaron, por su escaso laboreo, 231 fincas con un total de 3.356 ha., que se entregaron para su cultivo, colectivo e intensivo, a humildes familias de agricultores ilicitanos que carecían de tierras. Durante la contienda acontecieron en Elche asesinatos arbitrarios, generalmente perpetrados en el barranco de La Garganta (Crevillente) y otras zonas, contra personas de significación derechista o católica. También destaca el incendio de Ermitas en diversas Pedanías de Elche, destacando los crueles sucesos de la ermita de San Isidro Labrador El Derramador donde una multitud afín al bando republicano arrojó al ermitaño a la hoguera mientras la muchedumbre clamaba burlas a San Isidro, solicitando que diera pruebas de su milagrosa existencia salvando al religioso. En la posguerra, como en otras zonas del estado, el hambre fue el denominador común, debido a la bancarrota del Estado como consecuencia de la reciente Guerra Civil. 

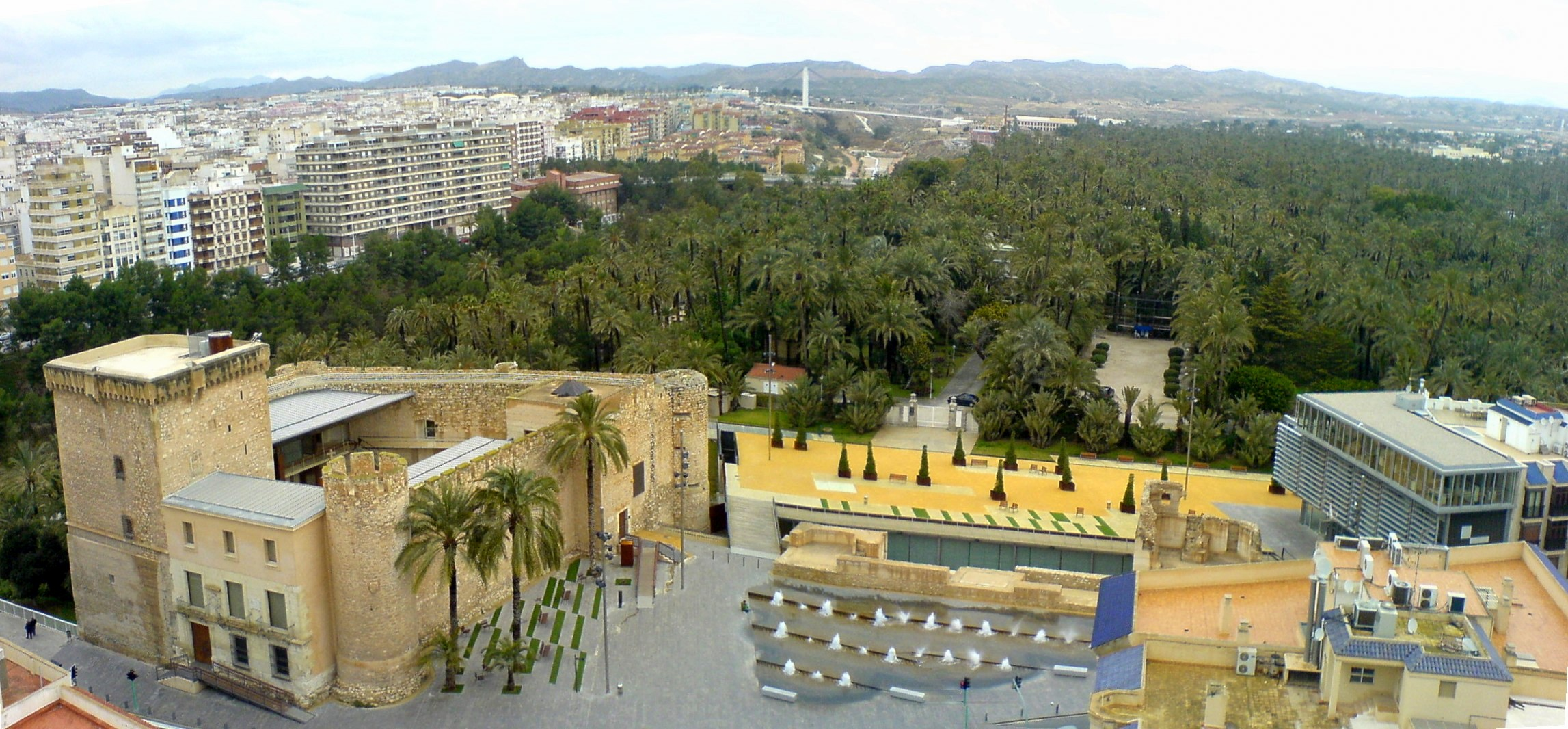
Panorámica actual de Elche.

El sector del calzado fue la seña de identidad ilicitana durante gran parte del siglo XX. A finales de los años 90 se sumió en una crisis sin precedentes debido a la competencia de las exportaciones procedentes de China y de otros países con bajos costes de producción. Se puede decir que la globalización ha traído consigo una fuerte reestructuración del sector del calzado en Elche. Otras industrias con menor presencia en la ciudad son las del metal, la química, los dulces, la confección y la construcción.

### SigloXXI
Aprovechando sus tres patrimonios de la humanidad, el Misterio de Elche y su extenso palmeral así como la cesión temporal de la Dama de Elche, ha tenido lugar una reestructuración hacia el sector terciario y el turismo.